# Zareh Baronian
Zareh Baronian (în armeană Զարեհ Պարոնեան, n. 2 octombrie 1941, București, România – d. 13 aprilie 2017) a fost un teolog armean, care a deținut rangul de arhimandrit mitrofor al Bisericii Armene din România. A îndeplinit funcția de paroh al catedralei armene și de vicar al Arhiepiscopiei Armene în perioada 1965-2001.

## Biografie
Zareh Baronian s-a născut la data de 2 octombrie 1941, în municipiul București, într-o familie de intelectuali, primind la botez numele de Hagop. Tatăl său, poetul Zareh Bâlbul (pseudonim literar), a fost profesor la Școala Armeană din București, iar mama sa, Haiguhi, era învățătoare de limbile armeană și germană la școala primară. Bunicul lui după mamă, Nerses Keropian, a fost protopop al Bisericii Armene din București, iar ambii unchi, matern și patern, au fost, de asemenea, preoți.
După absolvirea Școlii elementare armene din București, cu sprijinul Ministerului Învățământului și la cererea Directoratului școlii, începând din anul 1955, a urmat cursurile Liceului Pedagogic din Erevan (Armenia), după care, între anii 1959-1961, a funcționat ca învățător la Școala Armeană din București.
În anul 1961, ca urmare a propunerii noului ierarh al Eparhiei Armene din România, Dirair Mardichian, ținând cont atât de dorința personală, cât și a părinților săi, cu sprijinul Departamentului Cultelor din România, Zareh Baronian a plecat la Ecimiadzin (Armenia), pentru a urma cursurile Academiei Teologice din cadrul Patriarhiei Armene. În anul 1963, de ziua Înălțării Sfintei Cruci, a fost hirotonit diacon și, cu binecuvântarea Sanctității Sale Vazken I, Patriarhul Suprem de Ecimiadzin al Bisericii Armene, a urmat un an de studii la Academia Teologică de la Zagorsk (Rusia).
În iarna anului 1965 și-a susținut teza de licență, iar la data de 10 ianuarie al aceluiași an a fost hirotonit ieromonah, schimbându-și prenumele din Hagop în Zareh, conform canoanelor Bisericii Ortodoxe. Între anii 1967-1970 a urmat cursurile de doctorat la Institutul Teologic de grad universitar din București, secția practică, sub îndrumarea preotului prof. dr. Ene Braniște, iar în anul 1975 și-a susținut teza de doctorat cu titlul "Liturghia Bisericii Armene în cadrul liturghiilor celorlalte rituri liturgice răsăritene. Studiu comparativ", pentru care a obținut nota 9,57 și calificativul „Excepțional”.
În anul 1969 a fost hirotesit arhimandrit (Vardapet) în Biserica "Sf. Mesrop" de la Oșagan (Armenia), iar după doi ani, în 1971, în Catedrala Patriarhală din Ecimiadzin (Armenia), a fost ridicat la rangul de mitrofor, primind a „Cruce Patriarhală” de la Întâistătătorul Bisericii Armene. În același an, cu prilejul absolvirii cursurilor doctorale, patriarhul Justinian Marina al Bisericii Ortodoxe Române i-a acordat importanta distincție "Crucea Patriarhală" pentru contribuția la adâncirea relațiilor între Biserica Ortodoxă Română și Biserica Armeană.
La 1 aprilie 1973, arhimandritul mitrofor Zareh Baronian a fost numit în funcția de vicar administrativ al Episcopiei Armene din România, cu sediul la București, îndeplinind această funcție până în anul 2001.
În noiembrie 1996 l-a însoțit pe patriarhul Teoctist Arăpașu al Bisericii Ortodoxe Române într-o vizită în Armenia.
După 40 de zile de la decesul arhiepiscopului Dirayr Mardichian, Consiliul Eparhial al Arhiepiscopiei Bisericii Armene din România i-a propus arhimandritului Zareh Baronian să-și depună candidatura pentru funcția de întâistătător al Arhiepiscopiei. În consecință, preotul vicar eparhial Ezras Bogdan, locțiitor al arhiepiscopului (ca reprezentant al Arhiepiscopiei Bisericii Armene din România), și senatorul Varujan Vosganian (ca reprezentant al Uniunii Armenilor din România) au trimis o scrisoare catolicosului Karekin al II-lea, patriarhul suprem al tuturor armenilor, prin care cele două instituții își arătau susținerea pentru candidatura arhimandritului Zareh Baronian. Patriarhul a invitat la Ecimiadzin pe vicarul eparhial Ezras Bogdan și pe alți doi membri ai Consiliului Eparhial. Totuși, cu puțină vreme înaintea acestei vizite, arhimandritul Zareh Baronian și-a retras candidatura din motive de sănătate.

## Distincții
A fost decorat în februarie 2004 cu Ordinul Meritul Cultural în grad de Ofițer, Categoria G - „Cultele”, „în semn de apreciere deosebită pentru activitatea susținută în domeniul cultelor, pentru spiritul ecumenic și civic dovedit și pentru contribuția avută la întărirea legăturilor interconfesionale, de bună și pașnică conviețuire între toți oamenii”.

## Activitate publicistică
Arhimandritul Mitrofor Dr. Zareh Baronian a publicat mai multe articole teologice în reviste din România și din străinătate și anume:
- "Despre imnele liturgice ale Bisericii Armene" (în "Ortodoxia", 1969);
- "Biserici armene, monumente de artă din Moldova" (în "Biserica Ortodoxă Română", 1969);
- "Cărțile de slujbă ale Bisericii Armene" (în "Biserica Ortodoxă Română", 1970);
- "Rânduiala hirotesiilor și hirotoniilor în Biserica Armeană" (în "Ortodoxia", 1971);
- "Slujba botezului și a mirungerii în Biserica Armeană" (în "Mitropolia Banatului", 1969);
- "O importantă mențiune despre cultul sfintelor icoane" (în "Studii Teologice", 1971);
- "Lucrări și studii ale savantului armean H. Dj. Siruni" (în "Biserica Ortodoxă Română", 1972);
- "Activitatea Sfântului Nerses Șnorhali (Grațiosul) în lumina ecumenismului contemporan" (în "Ortodoxia", 1974);
- "Armenii din Transilvania și lăcașurile lor de cult" (prelegere ținută la Seminariile teologice din Cluj și Caransebeș, noiembrie 1974).

Teza sa de doctorat, intitulată "Liturghia Bisericii Armene în cadrul liturghiilor celorlalte rituri liturgice răsăritene. Studiu comparativ", a fost tradusă atât în limba germană, cât și în limba armeană, de către IPS Mesrop Kricorian, Arhiepiscopul Bisericii Armene din Viena.
După Revoluția din anul 1989, arhimandritul Zareh Baronian a publicat o serie de studii pentru a face cunoscută Biserica Armeană credincioșilor ortodocși din România: "600 de ani de la înființarea Episcopiei Armene din Moldova"; "Ce știm și ce nu știm despre Crăciun și Anul Nou"; "Biserica Armeniei la Primul Sinod Ecumenic de la Niceea"; "Importanța Liturghiei armene din punctul de vedere al ecumenismului contemporan"; "Lămuriri asupra datei Paștelui"; "O importantă mențiune despre cultul sfintelor icoane" etc.
Între anii 1990-1995, a publicat în revista „Ararat”, periodicul Uniunii Armenilor din România, un serial închinat istoriei Bisericii Ortodoxe Apostolice Armene, iar în perioada 2002-2004, în cadrul aceluiași periodic, a editat un alt serial, în semn de omagiu, profesorilor Școlii Armene din București. A mai publicat o serie mare de articole cu caracter istoric, religios și cultural.
De asemenea, i-au apărut în volum lucrările: 
- "Liturghia Bisericii Armene în cadrul liturghiilor celorlalte rituri liturgice răsăritene. Studiu comparativ" (Ed. Institutului Biblic și de Misiune al Bisericii Ortodoxe Române, București, 1975);
- "Cuvânt despre liturghia Bisericii Armene și liturghiile răsăritene" (Ed. Eikon, 2003)